# Düssel
La Düssel est une petite rivière en Rhénanie-du-Nord-Westphalie et un affluent du Rhin.

## Étymologie
Son nom provient du mot de l’ancien allemand Thusila signifiant la bruyante, grondante. Elle est mentionnée en 1065 sous le nom de Tussale et a donné son nom à la ville de Düsseldorf (lit. village de la Düssel).
Jusqu’en 1950, une bière de Düsseldorf portait le même nom.

## Source

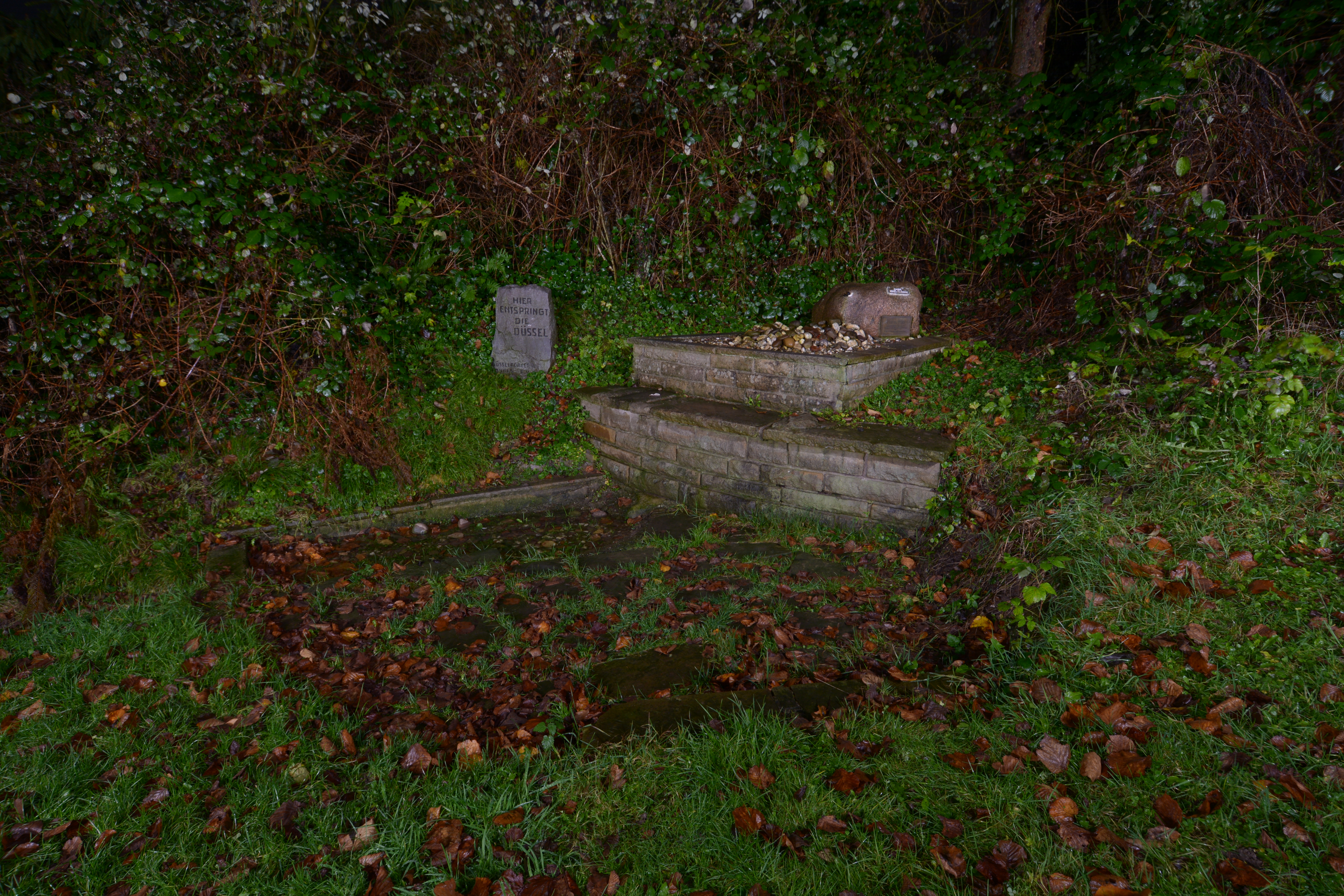
Source de la Düssel à Wülfrath.
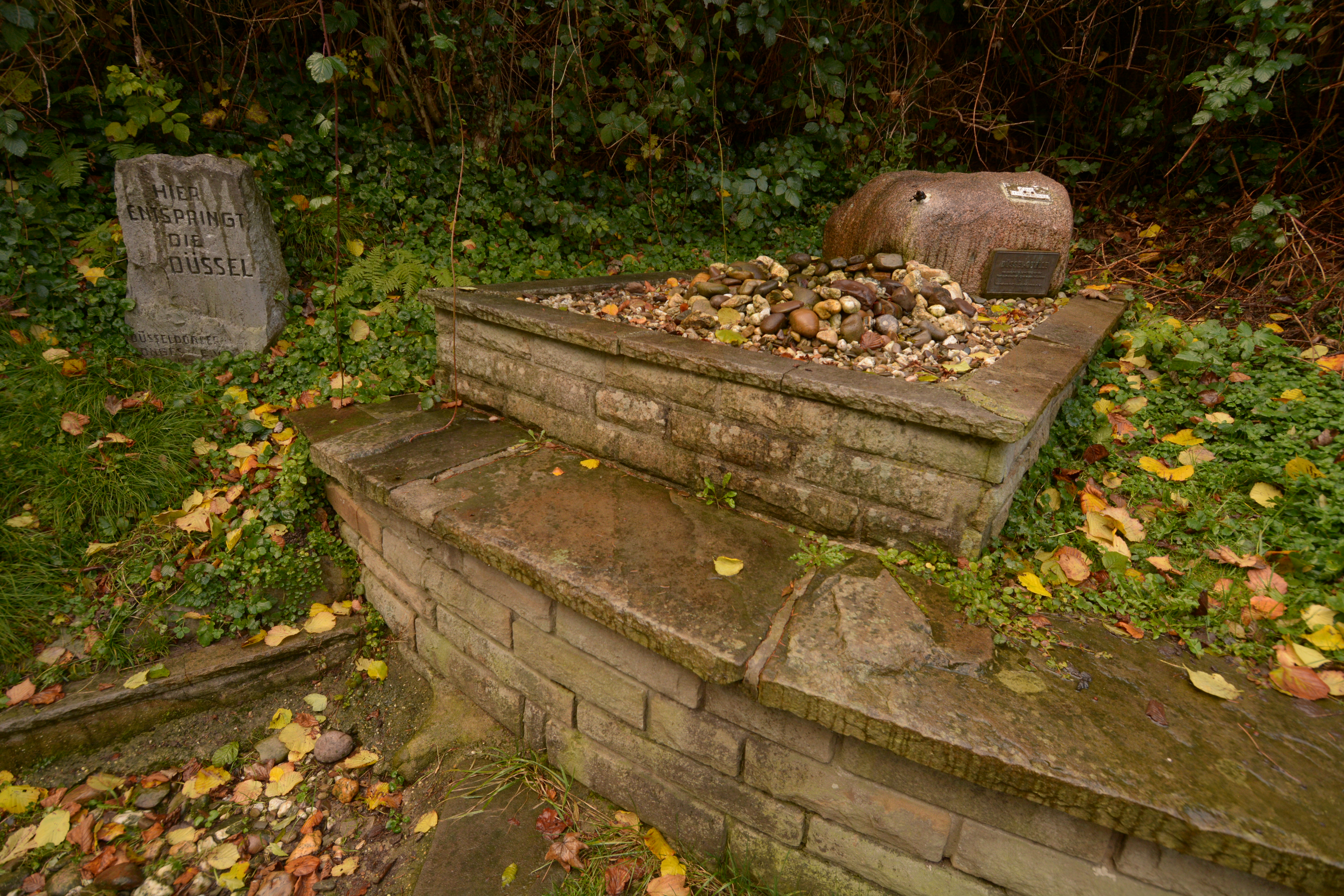
Source de la Düssel à Wülfrath.

## Villes au bord de la Düssel
- Wülfrath, Velbert-Neviges, Wuppertal, Haan-Gruiten, Mettmann, Erkrath, Düsseldorf

## Delta

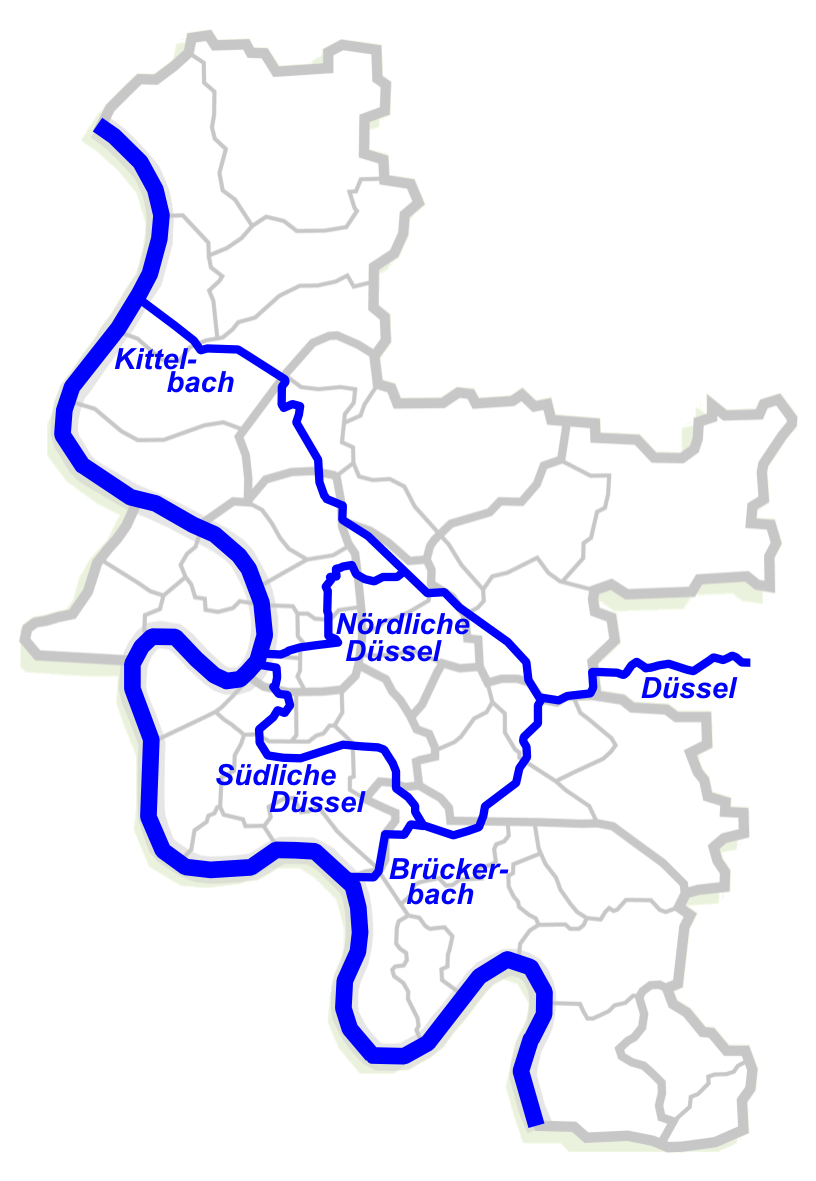
Delta de la Düssel à Düsseldorf.

À Düsseldorf la Düssel forme quatre bras se jetant dans le Rhin. Elle se partage une première fois dans le quartier de Gerresheim en Düssel septentrionale (nördliche Düssel) et Düssel méridionale (südliche Düssel).
Ces deux bras se divisent à leur tour, le cours le plus proche du centre historique conservant son nom de Düssel :
- de la Düssel septentrionale part le Kittelbach qui se jette dans le Rhin à hauteur de Kaiserswerth ;
- la Düssel méridionale donne naissance au Brückerbach qui rejoint le Rhin à Himmelgeist.